# Dux provinciae Sequanici
El dux provinciae Sequanici fue un cargo militar usado en el Imperio romano de Occidente en los siglos IV y V. Designaba a la persona que comandaba las fuerzas limitanei situadas en la provincia de Maxima Sequanorum, en la frontera del Rin.

## Descripción y funciones
El cargo se creó en el siglo IV como parte de la reorganización estratégica del ejército emprendida por Constantino I mediante la que se dividió el ejército en dos grandes bloques: una parte estacionada de manera permanente en las fronteras cuyas unidades —los limitanei— eran comandadas por duces y otra de carácter móvil  —los comitatenses—que apoyaban a los primeros en caso de invasión o se enfrentaba a los invasores si estos conseguían rebasar las fronteras y penetrar en el imperio.
En los mismos años, la provincia de Germania superior fue dividida en dos: Germania Primera y Maxima Sequanorum. Las tropas fronterizas de la primera quedaron al cargo del dux Mogontiacensis y las de la segunda bajo el mando del dux provinciae Sequanici que asumió la defensa del tramo superior del Rin desde el interior donde se accedía por tierra al valle del Ródano.
Durante buena parte del siglo IV rechazaron, con éxito, las incursiones de saqueo de los alamanes hasta que el Imperio llegó a un acuerdo de alianza con ellos durante el gobierno de Valentiniano I. Fueron arroyados durante la gran invasión protagonizada por alanos, vándalos y suevos el día de fin de año de 406 y los supervivientes se unieron —junto al resto de tropas estacionadas en la Galia— al usurpador Constantino de Britania cuando este desembarcó en el continente durante los primeros meses del año 407.
Cuando Flavio Constancio consiguió estabilizar el imperio en 418, el ejército de campo había perdido casi la mitad de sus efectivos lo que se intentó solucionar traspasando tropas limitanei de las fronteras al ejército de campo como pseudocomitatenses. Por ello este dux quedó al mando, únicamente, de una unidad.

## Estado Mayor

Distribución del ejército romano en la Galia a final del siglo IV / inicios del V.

Contaba con un officium o Estado Mayor que coordinaba la estrategia y asumía el control administrativo y burocrático de las tropas. Estaba formado por los siguientes cargos:
- Un principe, máximo responsable del officium y de la ejecución de las órdenes del comes.
- Un numerarium que administraban las finanzas y se encargaban de los suministros y la paga a los soldados.
- Un commentariense, encargados de los registros y de la justicia criminal.
- Varios adiutores encargado de las cuestiones jurídicas civiles y que eran asistido por ayudantes (subadiuvae).
- Un Regerendari encargado del transporte y comunicaciones entre las unidades militares.
- Varios Exceptores que se aseguraban de que las órdenes del Estado Mayor eran entendidas y cumplidas por las unidades.
- Varios Singulares et reliquii officiales quienes eran el resto del personal que trabajaba en el Estado Mayor.

## Tropas a su mando
En el momento de redactarse la Notitia dignitatum el grupo de tropas a su cargo solo era de una unidad de infantería: los milites Batavienses estacionados en Vesontio (Besanzón).